# Pachycarpus transvaalensis
Pachycarpus transvaalensis là một loài thực vật có hoa trong họ La bố ma. Loài này được (Schltr.) N.E. Br. mô tả khoa học đầu tiên năm 1902.